# Hemidactylus lamaensis
Hemidactylus lamaensis es una especie de gecos de la familia Gekkonidae.

## Descripción
Se caracteriza por una escamación dorsal compuesta por numerosas hileras irregulares de grandes tubérculos convexos y quillados, casi yuxtapuestos en la parte posterior del dorso y base de la cola, separados por solo una fila de escamas granulares gruesas. También presenta tubérculos grandes yuxtapuestos en la región temporal, con pocas o ninguna escama granular entre ellos. Además, las láminas subdigitales del primer dedo y primer ortejo son muy pocas: el primer dedo (mano) tiene solo una lámina adhesiva terminal no pareada, mientras que el primer ortejo (pie) posee dos escánsores, uno dividido en posición proximal y otro terminal sin dividir.

## Distribución geográfica yhábitat
Es endémica de las selvas del sur de Benín.